# Leonie Wieland
Leonie Wieland (* 2002) ist eine Schweizer Unihockeyspielerin, welche beim Nationalliga-A-Verein UHC Kloten-Dietlikon Jets unter Vertrag steht.